# Mike James (baloncestista de 1975)
Michael Lamont "Mike" James (Amityville, Nueva York, 23 de junio de 1975) es un exjugador de baloncesto estadounidense que disputó 12 temporadas en la NBA. Con 1,88 metros de altura, jugaba en la posición de base.

## Carrera

### Universidad
James jugó al baloncesto en la Universidad de Duquesne, donde disputó 111 partidos, 84 como titular, promediando 12.7 puntos, 3.1 asistencias y 3 rebotes por encuentro. Finalizó su carrera como el tercer máximo ladrón en la historia de Duquesne (201 robos), quinto en asistencias (348) y décimo en puntos (1.411). Además, se convirtió en el 26ª jugador en la historia de la universidad en superar la barrera de los 1000 puntos. En cada una de sus tres últimas temporadas lideró a su equipo en robos y asistencias, anotando en dobles figuras en 68 ocasiones y siendo el máximo anotador del equipo en 34 partidos. 
Fue elegido en el mejor quinteto de la Atlantic Ten Conference como sénior tras promediar 17.5 puntos por encuentro y participó en el concurso de mates de la Final Four de San Antonio al final de la temporada. Como sophomore, fue incluido en el tercer mejor quinteto de la conferencia al firmar 14.2 puntos y 3.9 asistencias por partido. Ante Xavier Musketeers anotó su mejor marca de puntos, 36, el 24 de febrero de 1996.

### Europa
Tras no ser drafteado, James tuvo que irse a jugar en la temporada 1998-99 al St. Polten en Austria. La temporada siguiente fichó por el Chalons de la liga francesa, donde promedió 17.1 puntos, 4.8 asistencias y 2.9 rebotes por partido. En la 2000-01 jugó en el Slu Nancy de Francia, firmando 15.0 puntos, 5.1 asistencias, 3.6 rebotes, 1.97 robos y 34.3 minutos en 30 partidos. Finalizó la temporada 12.º en asistencias y 11.º en robos de balón. 

### NBA
En la temporada 2001-02, firmó como agente libre con Miami Heat, apareciendo en 15 partidos y promediando unos modestos 2.8 puntos y 1.3 asistencias. Antes de fichar por los Heat, James jugó en Rockford Lightning de la CBA donde finalizó segundo en anotación en la liga con 23.3 puntos por partido.
James jugó una campaña más con los de Florida, aumentando sus números y su participación en el equipo. La temporada siguiente la alternó en Boston Celtics (55 partidos) y Detroit Pistons (10 partidos), ganando con estos últimos el campeonato de la NBA y participando en 22 encuentros de playoffs. En la siguiente temporada jugó nuevamente en dos equipos, esta vez Milwaukee Bucks y Houston Rockets. 
Los Rockets le traspasaron el 4 de octubre de 2005 a Toronto Raptors por Rafer Alston. En el conjunto canadiense realizó la mejor campaña de su carrera, convirtiéndose en el primer jugador no drafteado en promediar 20 puntos o más en una temporada (finalizó con 20.3), y en el primer raptor en anotar 30 puntos o más en 4 partidos consecutivos. Su récord personal lo dejó en 39 puntos ante Detroit Pistons.
El 11 de julio de 2006, firmó como agente libre con Minnesota Timberwolves por cuatro años. Allí sus promedios descendieron considerablemente, aportando 10.1 puntos, 3.6 asistencias y 2 rebotes por noche en 25.2 minutos de juego.
El 14 de junio de 2007, se anunció el traspaso de James y Justin Reed a Houston Rockets a cambio de Juwan Howard. El 21 de febrero de 2008 fue traspasado a New Orleans Hornets junto con Bonzi Wells y dinero por Adam Haluska, Bobby Jackson, Marcus Vinicius y una segunda ronda de draft.
El 15 de diciembre de 2008, fue traspasado a Washington Wizards en un traspaso a tres bandas entre los Hornets, Wizards y Memphis Grizzlies.
Después de 57 encuentros en Washington, el 1 de marzo de 2010, los Wizards cortaban a James. Al finalizar la temporada jugó brevemente con los Zhejiang Golden Bulls.

### D-League, NBA y retirada
En febrero de 2011 firmaba por los Aliağa Petkim de Turquía.
Volvió para unirse por una temporada a los Erie Bayhawks de la NBA Development League. El 11 de enero de 2012, los Chicago Bulls le contrataron, pero le cortaron el día 28. Volvió a firmar un contrato de 10 días, el 14 de febrero, y finalmente el 4 de abril de 2012, firmó para el resto de la temporada.
El 1 de enero de 2013, es adquirido por los Texas Legends de la D-League.
Pero el 8 de enero de 2013 firma con Dallas Mavericks. Los cuales le amplían el contrato hasta final de temporada el 28 de enero.
En septiembre de 2013, James vuelve a firmar con los Chicago Bulls. Pero después de 7 encuentros, el 16 de diciembre, es cortado. De nuevo, el 22 de nero de 2014, consigue otro contrato de 10 días, ampliado el 10 de abril hasta final de temporada, y siendo cortado al término de la misma.
El 3 de noviembre de 2014, James firma de nuevo con los Texas Legends. Consiguiendo, el 25 de enero de 2015, el primer triple doble de la historia del equipo, registrando 21 puntos, 14 asistencias y 10 rebotes en la victoria ante Delaware 87ers (115–111).

## Estadísticas de su carrera en la NBA

### Temporada regular
| Año     | Equipo      | PJ  | PT  | MPP  | %TC  | %3P  | %TL   | RPP | APP | ROB | TPP | PPP  |
| ------- | ----------- | --- | --- | ---- | ---- | ---- | ----- | --- | --- | --- | --- | ---- |
| 2001-02 | Miami       | 15  | 0   | 7.9  | .349 | .381 | .571  | .9  | 1.3 | .4  | .1  | 2.8  |
| 2002-03 | Miami       | 78  | 8   | 22.1 | .373 | .294 | .732  | 1.9 | 3.2 | .8  | .1  | 7.8  |
| 2003-04 | Boston      | 55  | 55  | 30.6 | .418 | .381 | .800  | 3.2 | 4.4 | 1.3 | .0  | 10.7 |
| 2003-04 | Detroit     | 26  | 0   | 19.7 | .401 | .364 | .844  | 2.2 | 3.7 | 1.0 | .0  | 6.3  |
| 2004-05 | Milwaukee   | 47  | 0   | 24.8 | .446 | .382 | .744  | 2.6 | 3.9 | .9  | .1  | 11.4 |
| 2004-05 | Houston     | 27  | 5   | 25.6 | .433 | .393 | .764  | 3.2 | 2.9 | .9  | .1  | 12.4 |
| 2005-06 | Toronto     | 79  | 79  | 37.0 | .469 | .442 | .837  | 3.3 | 5.8 | .9  | .0  | 20.3 |
| 2006-07 | Minnesota   | 82  | 65  | 25.2 | .422 | .372 | .837  | 2.0 | 3.6 | .7  | .1  | 10.1 |
| 2007-08 | Houston     | 33  | 1   | 16.3 | .350 | .324 | .786  | 1.6 | 1.6 | .5  | .1  | 6.5  |
| 2007-08 | New Orleans | 21  | 0   | 8.7  | .344 | .304 | 1.000 | .8  | .3  | .2  | .0  | 2.7  |
| 2008-09 | New Orleans | 8   | 0   | 9.3  | .320 | .750 | .500  | .9  | 1.0 | .2  | .0  | 2.5  |
| 2008-09 | Washington  | 53  | 50  | 29.7 | .387 | .367 | .838  | 2.4 | 3.6 | .8  | .1  | 9.6  |
| 2009-10 | Washington  | 4   | 0   | 11.5 | .300 | .333 | .500  | .8  | 1.3 | .8  | .0  | 4.5  |
| 2011-12 | Chicago     | 8   | 0   | 11.4 | .400 | .500 | .875  | 1.0 | 3.1 | .1  | .2  | 5.4  |
| 2012-13 | Dallas      | 45  | 23  | 19.2 | .373 | .384 | .793  | 1.6 | 3.1 | .6  | .1  | 6.1  |
| 2013-14 | Chicago     | 11  | 0   | 7.0  | .238 | .200 | .000  | .6  | 1.5 | .2  | .0  | 1.0  |
| Total   | Total       | 595 | 286 | 24.1 | .417 | .379 | .802  | 2.2 | 3.5 | .8  | .1  | 9.9  |

### Playoffs
|  | Denota temporadas en las que ganó el Campeonato de la NBA |

| Año   | Equipo      | PJ | PT | MPP  | %TC  | %3P  | %TL   | RPP | APP | ROB | TPP | PPP  |
| ----- | ----------- | -- | -- | ---- | ---- | ---- | ----- | --- | --- | --- | --- | ---- |
| 2004  | Detroit     | 22 | 0  | 8.9  | .396 | .429 | .563  | 1.2 | 1.1 | .2  | .0  | 2.6  |
| 2005  | Houston     | 7  | 0  | 24.4 | .468 | .000 | .958  | 1.9 | 2.3 | .9  | .3  | 11.6 |
| 2008  | New Orleans | 4  | 0  | 7.0  | .333 | .400 | 1.000 | .3  | .3  | .5  | .0  | 3.0  |
| Total | Total       | 33 | 0  | 11.9 | .425 | .286 | .810  | 1.2 | 1.2 | .4  | .1  | 4.5  |

## Vida personal
Mike es el pequeño de siete hermanos. Está casado con su esposa Angela, con la que tiene cuatro hijas: Jadon Miciah (2000), Amaya Noel (2003), Michal Mikayla (2007), y McKinley Joel (2008). 
Además es licenciado en psicología infantil por la Universidad Duquesne.